# Suhpalacsa lugubris
Suhpalacsa lugubris är en insektsart som beskrevs av Gerstaecker 1894. Suhpalacsa lugubris ingår i släktet Suhpalacsa och familjen fjärilsländor. Inga underarter finns listade i Catalogue of Life.